# Vicia articulata
Espèce
Statut de conservation UICN

 LC : Préoccupation mineure
Vicia articulata est une espèce de plantes à fleurs dicotylédones de la famille des Fabaceae, sous-famille des Faboideae, originaire du bassin méditerranéen et du Proche-Orient.
C'est une plante herbacée annuelle. L'espèce est  parfois cultivée comme légume sec ou comme plante fourragère.

## Description
Vicia articulata est une plante herbacée annuelle, glabre, aux tiges d'environ 40 cm de long. Les feuilles composées paripennées ont 6 à 8 paires de folioles. Celles-ci, de 5 à 15 mm de long sur 1 à 2 mm de large, sont de forme étroitement cunéées à linéaires, tronquées, mucronées ou tridentées.
Les feuilles présentent des stipules dimorphes, l'une entière et l'autre palmatifide avec 10 à 12 lobes subulés. 
L'inflorescence, en racème de 25 à 35 mm de long, plus courte aussi longue que les feuilles, ne compte qu'une ou deux fleurs, brièvement aristées. Les fleurs, de 12 mm  de long, présentent un calice aux dents plus longue que le tube, et une corolle pourpre clair, à l'extrémité plus foncée, devenant blanchâtre à la dessiccation.
Le fruit est une gousse de 20 à 25 mm de long sur environ 6 mm de large, glabre, avec une suture supérieure ondulée et un stipe plus court ou plus long que le tube du calice. La gousse contient de deux à quatre graines de 4 mm de long, avec un hile sur 1/10 du contour de la graine.

## Distribution et habitat
L'aire de répartition originelle de Vicia articulata s'étend sur l'ensemble du bassin méditerranéen, et notamment en Bulgarie, Égypte, Espagne, Grèce et îles de la mer Égée, Irak, Italie, Sardaigne, Sicile, Maroc, Portugal, Madère, Turquie, ex-Yougoslavie.
L'espèce a été introduite dans une grande partie de l'Europe : Allemagne, Autriche, îles Canaries, France, république tchèque et Slovaquie, Pologne, pays baltes, Roumanie, Ukraine, Russie (partie européenne).
Vicia articulata se rencontre dans la région méditerranéenne jusqu'à 800 mètres d'altitude, dans les bois, les pentes rocheuses, les prairies et les zones de maquis. 

## Noms vernaculaires
- Arousse d'Auvergne, jarosse, jarosse d'Auvergne, lentille à une fleur, lentille d'Aragon[5], lentille d'Auvergne, lentille de Sologne, lentille turque[6], lentille uniflore, vesce articulée, vesce d'Auvergne[7],[8],[9].

## Synonymes
Selon The Plant List (25 décembre 2018) et INPN : 
- Coppoleria monantha (L.) Tod., 1845
- Cracca monanthos (L.) Godr. & Gren., 1848
- Ervilia articulata (Hornem.) H.Schaef., Coulot & Rabaute, 2016
- Ervilia monanthos (L.) Opiz, 1852
- Ervum monanthos L., 1753
- Ervum stipulaceum Bastard, 1814
- Lathyrus monanthos (L.) Willd., 1802
- Lens monantha (L.) Moench, 1794
- Vicia articulata Hornem., 1813
- Vicia ciliaris Sm., 1813
- Vicia dubia Schult., 1809
- Vicia monanthos (L.) Desf., 1799
- Vicia multifida Wallr., 1815
- Vicia smyrnea Boiss., 1856

## Utilisation
Les graines s'utilisent comme des lentilles pour la consommation humaine. Les graines et les plantes entières sont utilisées en alimentation animale. En 1979, 19 000 ha étaient cultivés en Espagne